# Криничанка
Кринича́нка — село в Україні, у Великоолександрівській селищній громаді Бериславського району Херсонської області. Станом на 2001 рік село мало 47 жителів.

## Населення

### Мовний склад
Рідна мова населення за даними перепису 2001 року:
| Мова       | Чисельність, осіб | Доля     |
| ---------- | ----------------- | -------- |
| Українська | 45                | 95,74 %  |
| Російська  | 2                 | 4,26 %   |
| Разом      | 47                | 100,00 % |

## Історія
12 червня 2020 року, відповідно до Розпорядження Кабінету Міністрів України від № 726-р «Про визначення адміністративних центрів та затвердження територій територіальних громад Херсонської області», увійшло до складу Великоолександрівської селищної громади.
19 липня 2020 року, в результаті адміністративно-територіальної реформи та ліквідації Великоолександрівського району увійшло до складу Бериславського району.
Село тимчасово окуповане російськими військами наприкінці лютого 2022 року. Визволене Збройними силами України 10 листопада 2022 року в ході контрнаступу в Херсонській області.